# Ram (альбом)
Ram (рус. Баран) — совместный студийный альбом Пола и Линды Маккартни, вышедший в мае 1971 года. Диск поднялся до № 1 в UK Albums Chart и до № 2 в Billboard Top LPs. 9 июня альбом получил в Британии «золотой» статус. Если первый альбом Маккартни написал и записал самостоятельно, то в работе над вторым альбомом, помимо Линды, приняли участие гитаристы Дэйв Спиноза (через два года сыгравший и с Джоном Ленноном в Mind Games) и Хью МакКракен, а также барабанщик Денни Сейвелл, впоследствии ставший участником Wings.
Из альбома вышли три сингла. 2 августа в США — «Uncle Albert/Admiral Halsey» («Too Many People» на обороте; уже через два дня после выпуска он поднялся на вершину списков и 21 сентября стал золотым), 8 августа в Великобритании — «The Back Seat of My Car» («Heart of the Country», № 39), в августе во Франции — «Eat at Home» («Smile Away»).

## Об альбоме
После выхода дебютного альбома McCartney (1970), имевшего значительный коммерческий успех, Пол и Линда отправились отдыхать в Шотландию, на ферму Mull of Kintyre. Здесь Пол и написал песни, составившие материал его второго сольного альбома.
Затем супружеская пара вылетела в Нью-Йорк и здесь по объявлению нашли музыкантов для студийной работы: Дэнни Сейвелла (ударные), Дэвида Спинозу и Хью Маккрекена (гитара). На этой же сессии были записаны песни, изданные позже: в их числе были «Dear Friend» вошедшая в дебютный альбом Wings Wild Life (1971), «Get on the Right Thing» и «Little Lamb Dragonfly», впоследствии доработанные и включённые в Red Rose Speedway (1973).
К началу 1971 года сессия была завершена записью песни «Another Day», которая в альбом не вошла, но в феврале вышла синглом (с «Oh Woman, Oh Why» на обороте), став всемирным хитом.
Первый тираж альбома (MAS 3375) был отпрессован в моно-варианте; он был распространен по радиостанциям и стал впоследствии раритетом.
Впервые на CD Ram был издан в 1987 году.
Пять лет спустя, в ремастеринг-версии, он вышел на CD уже как часть серии The Paul McCartney Collection, с «Another Day» и «Oh Woman, Oh Why», включёнными сюда в качестве бонус-треков.

### Конфликт с Ленноном
Как утверждал Питер Браун, Джон Леннон решил, что песни альбома Ram содержат оскорбительные для него намёки: речь шла о «Too Many People» и «Dear Boy». Согласно Брауну, поместив изображение двух совокупляющихся жуков на обложку пластинки, Маккартни намекнул на то, как относятся к нему остальные битлы.
Маккартни позже говорил, что лишь две строчки в песне «Too Many People» были адресованы Леннону. «Я как-то раз написал: „Слишком многие проповедуют практику…“ Это был легкий выпад в адрес Джона и Йоко. Больше про них в <Ram> ничего не было. Хотя, было ещё: „You took your lucky break and broke it in two“ („Ты взял свой счастливый жребий и разломал его пополам“)». Леннон ответил песней «How Do You Sleep?», вошедшей в альбом Imagine. На фото, входящем в комплект пластинки, Леннон был изображён таскавшим за уши свинью — фотоснимок пародировал изображение Маккартни на обложке Ram, державшего за рога барана.

### Отзывы критики
Альбом был невысоко оценен критикой; Джон Ландау из Rolling Stone назвал его «невероятно непоследовательным», а обозреватель Playboy заметил об авторе: «непонятно, зачем ему вообще это нужно». По прошествии некоторого времени критики стали оценивать пластинку выше: уже в 1980-х годах Rolling Stone в ретроспективном обзоре оценил его 4 звёздами (из пяти), назвав одним из лучших в наследии Маккартни. Рецензент AllMusic отмечал, что те самые качества, за которые пластинку высмеивали современники, сегодня делает её «едва ли не первым инди-альбомом» в истории.

## Список композиций
Слова и музыка всех песен — Пол и Линда Маккартни, за исключением специально отмеченных.
| №  | Название                      | Автор(ы)      | Длительность |
| -- | ----------------------------- | ------------- | ------------ |
| 1. | «Too Many People»             | Пол Маккартни | 4:10         |
| 2. | «3 Legs»                      | Пол Маккартни | 2:44         |
| 3. | «Ram On»                      | Пол Маккартни | 2:26         |
| 4. | «Dear Boy»                    |               | 2:12         |
| 5. | «Uncle Albert/Admiral Halsey» |               | 4:49         |
| 6. | «Smile Away»                  | Пол Маккартни | 3:51         |

| №  | Название                  | Автор(ы)      | Длительность |
| -- | ------------------------- | ------------- | ------------ |
| 1. | «Heart of the Country»    |               | 2:21         |
| 2. | «Monkberry Moon Delight»  |               | 5:21         |
| 3. | «Eat at Home»             |               | 3:18         |
| 4. | «Long Haired Lady»        |               | 5:54         |
| 5. | «Ram On»                  | Пол Маккартни | 0:52         |
| 6. | «The Back Seat of My Car» | Пол Маккартни | 4:26         |

### Переиздание 2012 года
Альбом Ram был переиздан в разных изданиях:
- Standard Edition: 1CD; диск с оригинальных 12-ти треков[30].
- Special Edition: 2CD; первый диск с оригинальных 12-ти треков, плюс 8 бонусных треков во втором диске[31].
- Deluxe Edition Box Set: 4CD/1DVD; оригинальный из 12-ти треков, бонусные треки, оригинальная моноверсия альбома, Thrillington, DVD (включает документальный фильм «Ramming», а также оригинальные музыкальные клипы «Heart of the Country» и 3 «Legs»), 112-ти страничная книга, фотоальбом и код на скачивание материалов[32].
- Remastered vinyl: 2LP; версии специального издания и код на скачивание материалов[33].
- Remastered mono vinyl: LP; лимитное издание с оригинальным мономиксом[34].
- Сингл-ремастер (эксклюзив Record Store Day) «Another Day» и «Oh Woman, Oh Why»[35].

Диск 1 — Оригинальный альбом

Оригинальный из 12-ти треков.
Диск 2 — Бонусные треки
1. «Another Day» — 3:42
сингл был выпущен в 1971.
2. «Oh Woman, Oh Why» — 4:35
Б-сторона сингла «Another Day».
3. «Little Woman Love» — 2:08
Б-сторона сингла «Mary Had a Little Lamb» группы Wings.
4. «A Love for You» (Jon Kelly Mix) — 4:08
5. «Hey Diddle» (Dixon Van Winkle Mix) — 3:49
6. «Great Cock and Seagull Race» (Dixon Van Winkle Mix) — 2:35
7. «Rode All Night» — 8:44
8. «Sunshine Sometime» (Earliest Mix) — 3:20

- Треки 4-8 ранее не изданы.

Диск 3 — Моно-альбом

Оригинальный из 12-ти треков с мономиксами.
1. «Too Many People»
2. «3 Legs»
3. «Ram On»
4. «Dear Boy»
5. «Uncle Albert/Admiral Halsey»
6. «Smile Away»
7. «Heart of the Country»
8. «Monkberry Moon Delight»
9. «Eat at Home»
10. «Long Haired Lady»
11. «Ram On»
12. «The Back Seat of My Car»

Диск 4 — Thrillington

Альбом Thrillington.
1. «Too Many People» — 4:31
2. «3 Legs» — 3:41
3. «Ram On» — 2:49
4. «Dear Boy» — 2:50
5. «Uncle Albert/Admiral Halsey» — 4:56
6. «Smile Away» — 4:39
7. «Heart of the Country» — 2:27
8. «Monkberry Moon Delight» — 4:36
9. «Eat at Home» — 3:28
10. «Long Haired Lady» — 5:44
11. «The Back Seat of My Car» — 4:51

Диск 5 — DVD
1. Ramming — 11:15
Создание альбома.
2. «Heart of the Country» — 2:41
Промо-клип
3. «3 Legs» — 3:03
Промо-клмп
4. «Hey Diddle» — 2:48
Ранее не издан.
5. «Eat at Home» on Tour — 4:31

Цифровые бонусные треки

Доступно только на сайте paulmccartney.com and iTunes.
1. «Eat at Home / Smile Away (Live in Groningen, 1972)» — 8:24
С группой Wings.
2. «Uncle Albert Jam» — 2:17

## Позиции в хит-парадах и коммерческие показатели
| Год       | Хит-парад                           | Высшая позиция | Пребывание |
| --------- | ----------------------------------- | -------------- | ---------- |
| 1971—1972 | Австралия (Go-Set Top 20 Albums)    | 2              | 28 недель  |
| 1971—1972 | Австралия (Kent Music Report)       | 3              | нет данных |
| 1971—1972 | Великобритания (UK Albums Chart)    | 1              | 24 недели  |
| 1971—1972 | Испания (PROMUSICAE)                | 1              | нет данных |
| 1971—1972 | Италия (Musica e dischi)            | 2              | 22 недели  |
| 1971—1972 | Канада (RPM Albums Chart)           | 1              | 35 недель  |
| 1971—1972 | Нидерланды (Hilversum 3 LP Top 10)  | 1              | 14 недель  |
| 1971—1972 | Норвегия (VG-lista)                 | 1              | 30 недель  |
| 1971—1972 | США (Billboard Top LPs)             | 2              | 37 недель  |
| 1971—1972 | США (Cash Box Top 100 Albums)       | 2              | нет данных |
| 1971—1972 | США (Record World 100 Top LP’s)     | 2              | нет данных |
| 1971—1972 | Финляндия (Suomen virallinen lista) | 12             | 4 недели   |
| 1971—1972 | Франция (SNEP)                      | 8              | 32 недели  |
| 1971—1972 | ФРГ (Offizielle Top 100)            | 22             | 4 недель   |
| 1971—1972 | Швеция (Kvällstoppen)               | 3              | нет данных |
| 1971—1972 | Япония (Oricon)                     | 8              | 24 недели  |

| Год  | Хит-парад                              | Высшая позиция | Пребывание |
| ---- | -------------------------------------- | -------------- | ---------- |
| 2012 | Австрия (Ö3 Austria)                   | 52             | 1 неделя   |
| 2012 | Бельгия/Валлония (Ultratop)            | 61             | 8 недель   |
| 2012 | Бельгия/Фландрия (Ultratop)            | 75             | 4 недели   |
| 2012 | Великобритания (Physical Albums Chart) | 27             | 2 недели   |
| 2012 | Великобритания (Record Store Chart)    | 9              | 2 недели   |
| 2012 | Великобритания (UK Albums Chart)       | 41             | 1 неделя   |
| 2012 | Германия (Offizielle Top 100)          | 29             | 1 неделя   |
| 2012 | Испания (PROMUSICAE)                   | 39             | 2 недели   |
| 2012 | Италия (Classifica album)              | 49             | 2 недели   |
| 2012 | Нидерланды (Album Top 100)             | 31             | 4 недели   |
| 2012 | Норвегия (VG-lista)                    | 25             | 2 недели   |
| 2012 | США (Billboard 200)                    | 24             | 5 недель   |
| 2012 | США (Billboard Top Pop Catalog Albums) | 1              | 5 недель   |
| 2012 | Франция (SNEP)                         | 43             | 2 недели   |
| 2012 | Швеция (Sverigetopplistan)             | 35             | 2 недели   |
| 2012 | Шотландия (Scottish Albums Chart)      | 34             | 1 неделя   |
| 2012 | Япония (Oricon)                        | 14             | 8 недель   |
|      |                                        |                |            |
| 2021 | Великобритания (Albums Sales Chart)    | 18             | 1 неделя   |
| 2021 | Великобритания (Physical Albums Chart) | 17             | 1 неделя   |
| 2021 | Великобритания (Record Store Chart)    | 6              | 2 недели   |
| 2021 | Великобритания (Vinyl Albums Chart)    | 5              | 1 неделя   |
| 2021 | Шотландия (Scottish Albums Chart)      | 15             | 1 неделя   |

| Хит-парад (1971)                   | Позиция |
| ---------------------------------- | ------- |
| Австралия (Kent Music Report)      | 6       |
| Великобритания (Gallup Poll)       | 6       |
| Италия (FIMI)                      | 17      |
| Нидерланды (Buma/Stemra)           | 3       |
| США (Billboard Top Popular Albums) | 38      |
| Франция (InfoDisc)                 | 10      |

| Регион | Сертификация | Продажи    |
| --- | ------------ | ---------- |
| Великобритания (BPI) | Серебряный   | 60 000     |
| Канада (Music Canada) | Платиновый   | 100 000^   |
| США (RIAA) | Платиновый   | 1 000 000^ |
| ^ Данные о тиражах приведены только на основе сертификации. · Данные о продажах + прослушиваниях приведены только на основе сертификации. |              |            |